# Španělské schody

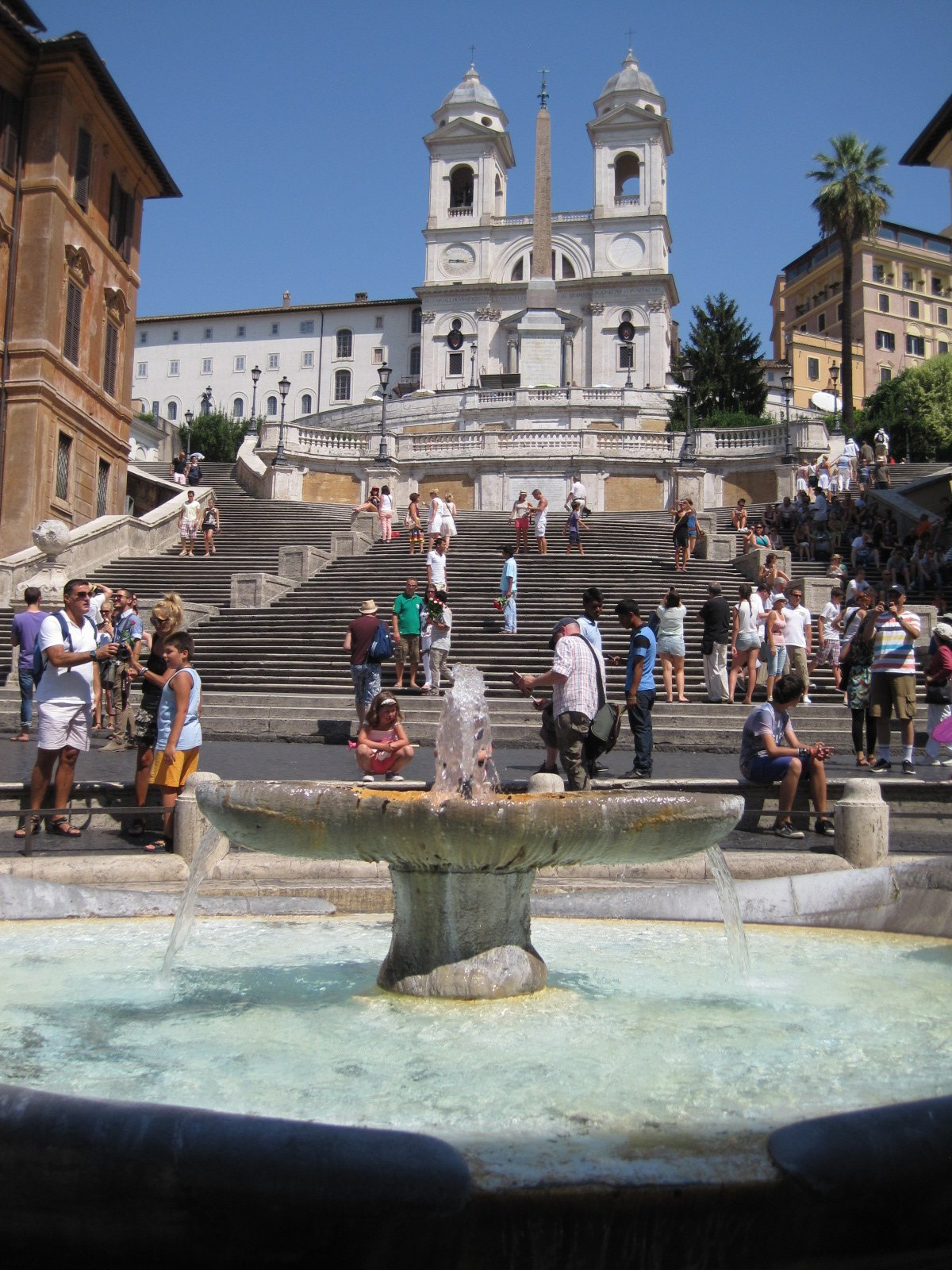
Španělské schody, v popředí Fontana della Barcaccia

Španělské schody (italsky Scalinata di Trinita dei Monti, český název odvozen z náměstí Piazza di Spagna, Španělského náměstí) v Římě je barokní schodiště ke kostelu Trinità dei Monti. Španělské schody byly postaveny v roce 1723 na popud papeže Inocenta XIII. a jsou jedním z nejznámějších schodišť na světě.

## Historie

### Před vznikem schodiště

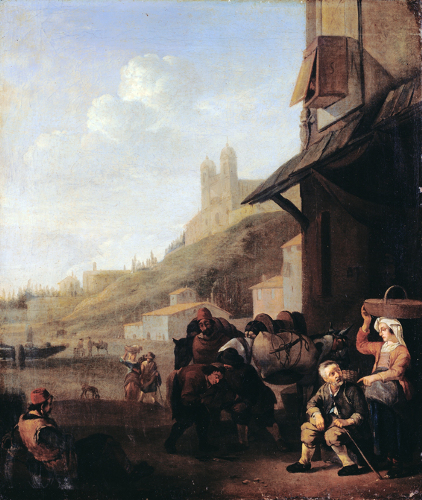
Malba ze 17. století ukazuje v pozadí zarostlý svah před kostelem

Před výstavbou schodiště byl zarostlý svah mezi kostelem Trinità dei Monti a náměstím Piazza di Spagna pociťován jako nevhodné zakončení nyní zastavěné městské oblasti. Náměstí Piazza di Spagna bylo významné zejména jako sídlo španělského vyslanectví u Svatého stolce. Náměstí před španělským vyslanectvím bylo španělské výsostné území a každý cizinec, který tam pronikl bez oprávnění, mohl být donucen sloužit ve španělské armádě. Také zde platilo právo azylu vůči Vatikánu.

### Konflikt zájmů mezi Francií a papežem
Kromě zájmů papeže byly velmi brzy ve hře i zájmy francouzského krále. Schodiště mělo umožnit slavnostní vstup do králem Francie Ludvíkem XII. financovaného kostela Trinità dei Monti. Jak říká nápis v dolní části schodiště, zanechal francouzský vyslanec Etienne Gueffier po smrti v roce 1660 značnou sumu peněz na stavbu schodiště. Mělo se však čekat až do roku 1725, než mohlo být schodiště postaveno. Nápis to zaobaluje jako OPUS AUTEM VARIO RERUM INTERVENTU, tedy „vmísení se různých věcí“. Tím se myslí konflikt zájmů francouzského krále a papeže. Schody měly být francouzský památník, což se neslučovalo s mocenskými nároky papeže. Konkurence mezi králem a papežem je ještě dnes vidět na bourbonských liliích na vnějších postranních pilířích a na orlu jako znaku papeže Inocence XIII. na vnitřních pilířích. Lilie a orel se opakují na čtyřech koulích na začátku schodů.
„Král slunce“ Ludvík XIV. chtěl schodiště původně završit oslavnou jezdeckou sochou. Tato demonstrace síly jejich francouzských ochránců však byla pro papeže nepřijatelná. Konflikt mezi králi a papeži nejdříve vedl k tomu, že se nic nedělo. Benedikt XIII. pak v roce 1721 prosadil, že schodiště se bude stavět v římském slohu. Ludvík XV. se musel spokojit s pamětní deskou. Papež Klement XII. chtěl roku 1733 schody završit obeliskem, který měl konečně prokázat moc papežů i nad Francií. Vzhledem k francouzským protestům však byly plány prozatím zamítnuty. Až v roce 1789, kdy francouzská revoluce zbavila bourbonský královský dům moci, mohl obelisk být na schody umístěn.

### Výstavba schodiště

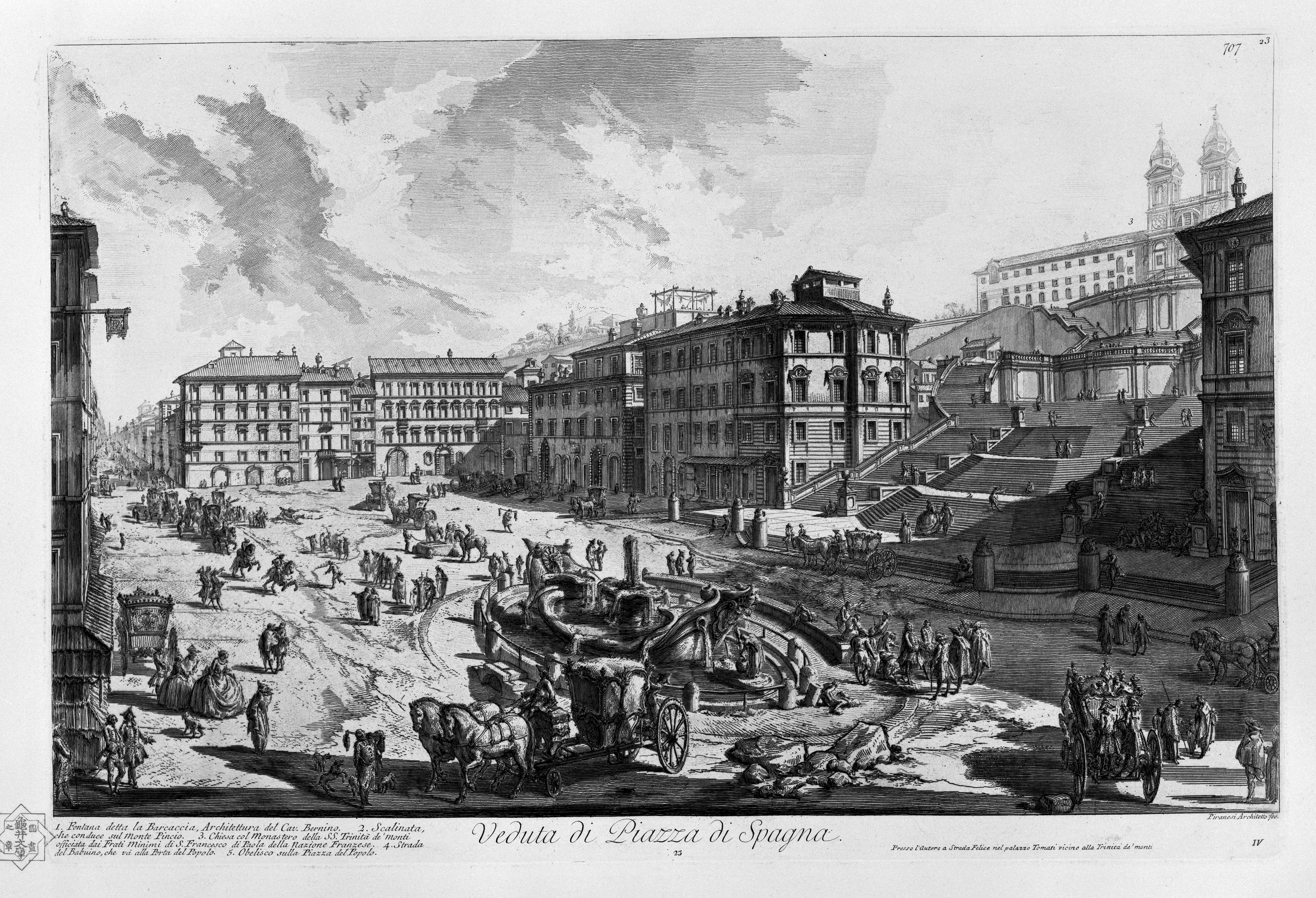
Giovanni Battista Piranesi: Piazza di Spagna, kolem 1748

Fotografie schodiště a kostela Trinità dei Monti z konce 19. století

Návrh Španělských schodů vytvořil Francesco De Sanctis (1679–1731), který vyhrál soutěž, již v roce 1717 vypsal Klement XI., předchůdce Inocenta XIII. Jeho konkurentem byl architekt Alessandro Specchi (1668–1729). Ten již podobný úkol úspěšně vykonal v podobě později strženého přístavu Ripetta. De Sanctis měl nemalé potíže. Na vstupu schodiště, budovaného v letech 1723 až 1725, se setkávají dvě pohledové osy: pohled ze severu od Via del Babuino a od západu k Via Condotti. Schodiště začíná centrálním výstupem a dvěma paralelními bočními větvemi. Po třetině stoupání se všechny cesty setkávají na první terase, pak se zase rozdělují a obcházejí zeď druhé terasy. Následuje zužující se centrální výstup, který se opět dělí před zdí poslední terasy a konečně vede ke kostelu Trinità dei Monti. Rozdělením schodiště na třetiny připomněl De Sanctis také zasvěcení kostela Nejsvětější Trojice na vyvýšenině. Účinek schodiště se ještě zvyšuje tím, že půdorys některých schodů je konvexní a jiných naopak konkávní. Stavba překonává rozdíl výšky 23 metrů, má délku 68 metrů, střední terasa má šířku 40 metrů a překlenuje vrchním dvoudílným schodištěm 52 metrů. Schodiště má celkem 138 schodů.

### Španělské schody dnes
Španělské schody patří k nejznámějším atrakcím města Říma. Jsou populárním místem setkání pro turisty. Oblast kolem ulice Via Condotti na úpatí schodiště se stala luxusní nákupní zónou s obchody jako Gucci. Hned vedle Španělských schodů se napravo nachází Muzeum Keatse a Shelleyho a nalevo Babington's Tea Room. Obojí, jak bývalý domov anglického spisovatele Percyho Bysshe Shelleyho, ve kterém žil a zemřel i John Keats, tak i stará anglická čajovna, jsou svědci mezinárodního uměleckého společenství, které v 18. a 19. století žilo v okolí náměstí Piazza di Spagna.

## Fontana della Barcaccia

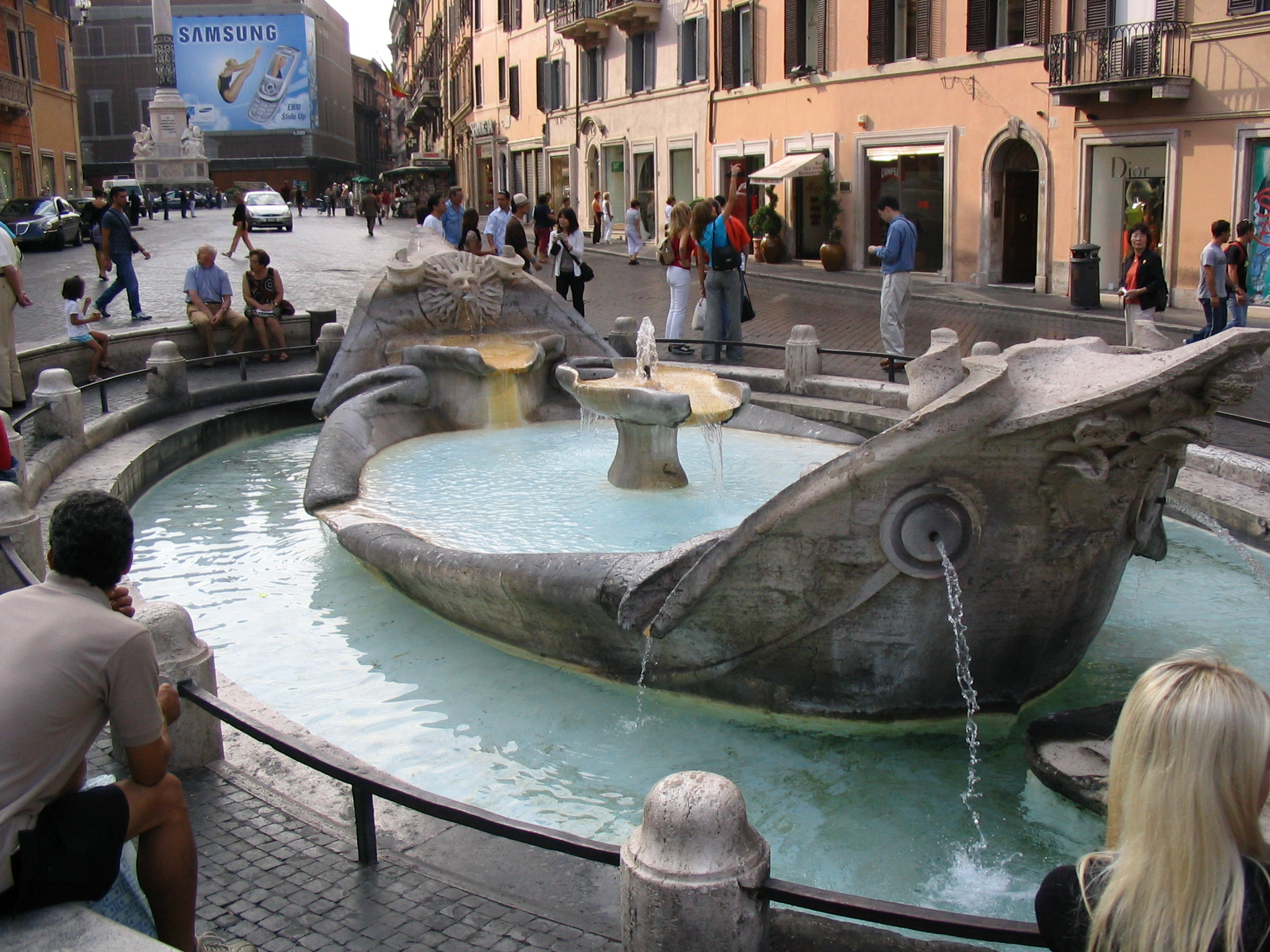
Fontana della Barcaccia

Na náměstí Piazza di Spagna se před schodištěm nachází starší fontána, kterou vytvořil Pietro Bernini, otec Giovanniho Lorenza Berniniho, v letech 1628 až 1629 a která se nazývá Fontana della Barcaccia. Během povodně na Tibeře o Vánocích roku 1598 až sem prý doplul člun a uvízl zde, když povodeň ustoupila. To Berniniho inspirovalo, aby fontánu vytvořil v podobě člunu.